# Interruptor endocrino
Un interruptor endocrino, también llamado disruptor endocrino, disruptor hormonal o alterador endocrino (en inglés son llamados endocrine disruptor o EDC, Endocrine Disrupting Chemicals), es una sustancia química, ajena al cuerpo humano o a la especie animal a la que afecta, capaz de alterar el equilibrio hormonal de los organismos de una especie, es decir, de generar la interrupción de algunos procesos fisiológicos controlados por hormonas, o de generar una respuesta de mayor o menor intensidad que lo habitual.
Son muy numerosos y poseen estructuras muy variadas. Tienen origen natural o artificial, y pueden actuar a dosis muy bajas sobre una gran diversidad de organismos. No obstante, normalmente, al hablar de interruptores endocrinos nos referimos a sustancias contaminantes, que pueden provocar infertilidad o incluso cambios de sexo en peces e invertebrados.  En los seres humanos no tienen un efecto tan radical, pero sí afectan a la fertilidad y pueden provocar pequeñas deformaciones como genitales ambiguos o criptorquidia.
La comunidad científica alerta de que los compuestos químicos de naturaleza artificial interfieren en los sistemas metabólicos humano y animal, alterando tanto el crecimiento como la reproducción y causando enfermedades como el cáncer.

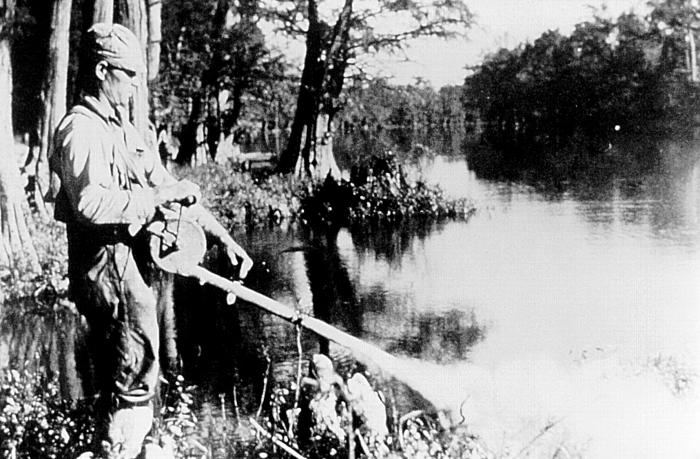
Un operario fumiga la ribera de un río con DDT en 1958, para erradicar los mosquitos que difundían la malaria. Este insecticida fue prohibido en 1972.

## Antecedentes
Desde la aparición del libro "Primavera silenciosa", de Rachel Carson, se ha tomado conciencia de los efectos profundos y deletéreos que podrían ejercer ciertas sustancias sobre el medio ambiente, y que la salud humana está inextricablemente unida a la salud ambiental. El término "disruptor endocrino" (anglicismo procedente de endocrine disruptor) fue acuñado en 1991 en una conferencia en Racine, Wisconsin impartida por Theo Colborn, entonces miembro del World Wildlife Fund y de la W. Alton Jones Foundation. Aparece por primera vez en la literatura científica en un artículo de 1993, en el que se establece que algunas sustancias difundidas en el ambiente alteran o bloquean los mecanismos endocrinos y una exposición a largo plazo puede provocar efectos permanentes.
Entre las sustancias que alteran los equilibrios endocrinos encontramos: hormonas, algunos elementos constitutivos de las plantas(fitoestrógenos), pesticidas, compuestos usados en la fabricación de plásticos y artículos de consumo, así como subproductos y residuos industriales contaminantes. Su carácter persistente y su facilidad de difusión les hace estar distribuidos por todo el planeta, por encima de las divisiones geográficas y políticas.
Algunos fenómenos ocurridos en la segunda mitad del siglo XX sirvieron de alerta sobre estos cambios: pérdida del instinto reproductor(águilas calvas de Florida), esterilidad elevada y pérdida de fertilidad en algunas especies (incluso en humanos desciende la calidad del semen), mortandades masivas (nutrias en los ríos ingleses, focas del mar del Norte, delfines del Mediterráneo), deformaciones y muerte temprana de ejemplares jóvenes (polluelos de gaviotas en Norteamérica y de aves de laboratorio, caimanes de Florida), comportamientos sexuales anormales (uniones entre hembras en visones de Míchigan o gaviotas de California) y disminución del sistema inmunitario de especies afectadas por sustancias químicas muy variadas, que aparecían en los alimentos o el entorno de los individuos afectados (dioxinas, PCB, DDT,etc)

Estructura general de los PCB, policloruros de bifenilo.

## Mecanismos de acción
Han sido difíciles de estudiar pero se pueden señalar los mecanismos de suplantación, bloqueo o alteración de niveles:
1. Algunas sustancias mimetizan la acción de las hormonas confundiendo a sus receptores celulares. El DDT, PCB, PBB y algunos estrógenos vegetales afectan así sobre los receptores estrogénicos, alterando las conductas sexuales y reproductivas.
2. Otras sustancias actúan como antagonistas de hormonas del cuerpo. antiestrógenos. El Vinclozolin o el DDE,[11] un metabolito del DDT, actúan como antiandrógenos.
3. Modifican la síntesis y metabolismo de hormonas naturales por lo que modulan o interfieren los niveles fisiológicos, elevando o disminuyendo sus concentraciones. Es el caso de los fitoestrógenos (flavonas, isoflavonas, cumestanos, lignanos) y micoestrógenos (zeranol) que favorecen la aparición de glándulas mamarias en machos.[12]
4. Modifican los niveles de los receptores hormonales.

La teoría de la disrupción endocrina es el marco explicativo en el que tratar de explicar estos mecanismos. Esta teoría expone que la exposición a baja dosis de sustancias que interactúan con los receptores hormonales pueden interferir con la reproducción, el desarrollo y otros procesos regulados hormonalmente. Puesto que las hormonas endógenas tienen niveles muy reducidos, es posible explicar que estas sustancias exógenas produzcan efectos adversos sobre el sistema endocrino incluso si las dosis son tan bajas que no muestran el posible efecto tóxico de algunas de estas sustancias. En estos casos el mecanismo de acción es distinto del que les confiere su toxicidad. 

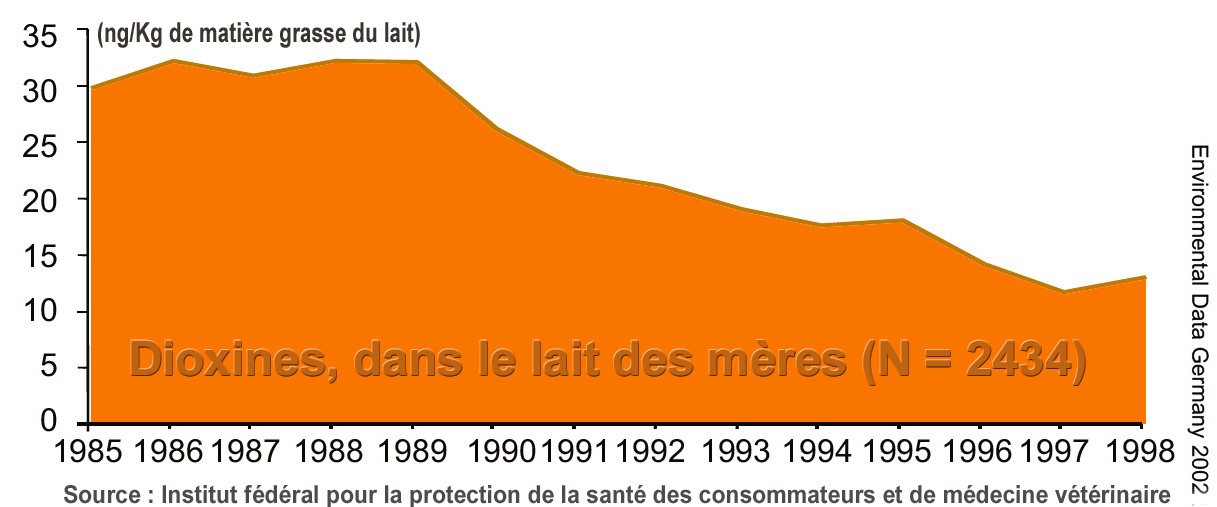
Presencia de dioxinas en la leche de las madres alemanas. El descenso observado a partir de 1989 se debe a la aplicación de reglamentos ambientales más protectores para la salud humana y animal.

## Relación dosis-respuesta
Las dosis pueden ser extremadamente bajas, del orden de algunas partes por billón y su relación con la respuesta (efectos sobre la salud)  es compleja.
La respuesta no guarda una relación lineal con la dosis. Hay diferentes modelos de relación dosis-respuesta.
- Aumento acelerado: a mayor dosis, mayor respuesta, con variación monótona y agravamiento progresivo de los efectos.
- Efectos agravados para dosis muy bajas o altas.
- Efectos agravados para dosis intermedias.

Si tenemos en cuenta la latencia o retraso de los efectos respecto de la exposición, y los efectos de bioacumulación en el medio o en los propios organismos, se deduce la dificultad de establecer un modelo único de acción y de establecer los valores límite .
Dentro de la relación entre la exposición y los efectos, los disruptores endocrinos tienen características peculiares en su toxicidad. Dichas características son: 
1)	El momento de la exposición es decisivo para poder diagnosticar la gravedad del efecto y la evolución posterior. Hay efectos distintos dependiendo de la fase del desarrollo (embrión, feto, organismo perinatal o adulto). Las lesiones pueden llegar a ser irreversibles si la exposición se da en períodos con una elevada diferenciación celular u organogénesis.
2)	Los efectos no aparecen en el momento en que se da la exposición. En la mayoría de los casos, dichos efectos son observables en la progenie. Si la exposición ha sido de tipo embrionaria, las consecuencias no son evidentes hasta que se alcanza el estadio adulto del individuo.  
3)	No hay una dosis de exposición umbral que muestre un efecto tóxico del compuesto. En el caso de que lo hubiera, se trata de un nivel inferior al reconocido como límite de seguridad para otros aspectos toxicológicos.
4)	Actualmente se sabe de la existencia de casos en que se produce una acción conjunta de varios disruptores endocrinos. Es decir, se pueden experimentar efectos sinérgicos, aditivos o antagónicos.
Olmos Ruíz, Begoña T. (2005). Exposición medioambiental a xenoestrógenos y riesgo de criptorquídia e hipospadias. Editorial de la Universidad de Granada.

## Efectos sobre los animales
Después del estudio de muchos episodios naturales atribuibles a sustancias con efectos sobre el sistema endocrino, se han realizado investigaciones con diversas especies animales de vertebrados (peces, aves, mamíferos) y cultivos celulares. Tras exponer embriones en desarrollo a estos contaminantes se observaron algunos efectos permanentes sobre la salud de esos animales al llegar al estado adulto.
- Niveles anormalmente altos o bajos de ciertas hormonas en sangre. Consiguiente aparición de enfermedades hormono-dependientes: disfunciones tiroideas, alteraciones en el crecimiento, disfunciones metabólicas congénitas.
- Reducción de la fertilidad (menor eficacia del apareamiento) y aumento de la esterilidad;
- Alteraciones de la conducta sexual y del sistema inmunitario.
- Modificación de caracteres sexuales secundarios y alteraciones anatómicas: 
  - Masculinización de hembras.
  - Feminización (desmasculinización) de machos (reducción de tamaño de testículos y pene.
  - Testículos retenidos en abdomen (criptorquidia).
  - Tumores y malformaciones en órganos sexuales femeninos (trompas de Falopio, útero y cérvix) y masculinos.
- Alteraciones óseas: pérdida de densidad y malformaciones.

Los efectos de estas sustancias varían de una especie a otra pero se observan algunos puntos en común:
- Los efectos de estas sustancias son diferentes al actuar sobre el embrión, el feto, el recién nacido o el adulto.
- Los efectos son mayores en recién nacidos e individuos jóvenes que en adultos.
- Si la exposición se produce sobre individuos jóvenes, los efectos a largo plazo son mayores, aunque pueden demorar su aparición hasta la madurez.

## Efectos sobre la salud humana
No están tan completamente establecidos por la dificultad de los estudios experimentales pero hay abundantes datos para tomar conciencia de la gravedad del problema a largo plazo.

### Efectos documentados
- Efectos  reproductivos adversos sobre las hijas de mujeres tratadas con el fármaco antiabortivo dietilestilbestrol (DES) durante el embarazo. Entre esos efectos encontramos: nacimiento prematuro, mayor riesgo de aborto y de embarazo ectópico, mayor frecuencia de tumores y malformaciones en órganos reproductivos (útero, vagina, cérvix)

- Efectos de la exposición al DDT en fetos: mayor riesgo de partos prematuros, reducción de la memoria de corto plazo, alteraciones del aprendizaje en niños.

- Efectos de la exposición a los PCBs en fetos: Un estudio holandés demostró debilitamiento del sistema inmunitario en niños que tenían un riesgo mucho más elevado de sufrir infecciones de oído o varicela.

### Estudios epidemiológicos[2]
Se han establecido varias enfermedades posiblemente causadas por la presencia en el ambiente de sustancias con capacidad de alterar los equilibrios hormonales, pero falta establecer el mecanismo concreto que explica estos cambios.
- Deterioro de la salud reproductiva humana:  
  - Importante disminución del recuento espermático en países desarrollados, hasta del 50% en algunos países.
  - Se espera una mayor incidencia de criptorquidias, hipospadias y otras alteraciones en el desarrollo del aparato genitourinario.
  - Aumento de alteraciones del desarrollo sexual (menarquia precoz en niñas, ginecomastia) y de enfermedades hormono-dependientes como la endometriosis, una rara enfermedad hasta que hemos asistido a su crecimiento explosivo.
  - Aumento de la incidencia de tumores en órganos sexuales: mama, útero y ovarios; próstata y testículos.
- Mayor incidencia de abortos, bajo peso al nacer y malformaciones congénitas.
- Problemas en el desarrollo del sistema nervioso central. Problemas de concentración y aprendizaje.
- Alteración de los niveles de hormonas tiroideas y sexuales.

## Sustancias y actividades con potencial efecto como interruptores endocrinos

DDT Chemical structure.

- DDT (diclorodifeniltricloroetano) es un insecticida que comenzó a usarse después de la Segunda Guerra Mundial y aún hoy se emplea en ciertas regiones de Asia en la lucha contra la malaria y otras enfermedades transmitidas por insectos.[13] Ya desde 1946 se comienzan a conocer sus efectos dañinos sobre los pájaros, insectos benéficos, peces e invertebrados marinos. Debido a su persistencia y a la bioacumulación o mayor concentración en carnívoros como final de la cadena trófica, comienza a ser prohibido en algunos países.[14] Pero era demasiado tarde para impedir que se encontrara esta sustancia muy lejos de donde se dispersó llegando al Ártico o el Himalaya[15] Estudios recientes muestran récords históricos de deposición de DDT en glaciares remotos del Himalaya.[16] Se comprobó que el DDT interfría el desarrollo reproductivo,[17][18] produciendo, por ejemplo, una inhibición del desarrollo correcto de los órganos reproductores femeninos que afectará a la reproducción de esos individuos al alcanzar la madurez sexual,[19] o disminuir la fertilidad de machos adultos que fueron expuestos al DDT en lafase inicial de su vida.[20]

- Policloruros de Bifenilo son una clase de compuestos clorados usados en la industria de los refrigerantes y lubricantes. Se obtienen por calentamiento de benceno, un subproducto del proceso de refinado de la gasolina, con cloro.[21] Swann Chemical Company fue su primer distribuidor comercial en 1927.[22] En 1933, se vieron los efectos sobre la salud de la exposición de los trabajadores que manipulaban estas sustancias en su planta de Alabama. En 1935, Monsanto compró la compañía y se encargó de la producción en Estados Unidos y de la licencia internacional sobre el proceso de fabricación. General Electric (GE) fue una de las últimas compañías estadounidenses en incorporar a los PCBs en su producción.[22] Entre 1952 y 1977, la planta de GE en Nueva York había vertido más de 230,000 kilogramos de residuos de PCB sl río Hudson. Los PCBs fueron los primeros compuestos descubiertos en el medioambiente muy lejos de su fuente de emisión, descubrimiento realizado por científicos suecos que estudiaban el DDT.[23] Los efectos de una exposición aguda a los PCBs eran bien conocidos por las compañías que siguieron los procesos de fabricación de Monsanto, pues vieron los efectos en sus propios trabajadores que habían estado regularmente en contacto con el producto. El contacto directo con la piel produce una severa reacción similar al acné, llamada cloracné.[24] La exposición aumenta el riesgo de cáncer de piel,[25] cáncer de hígado,[26] y cáncer de cerebro.[25][27] Monsanto intentó durante años minimizar los efectos nocivos sobre la salud de la exposición a los PCBs para poder continuar las ventas.[28] Los efectos perjudiciales sobre la salud humana debido a la exposición a PCBs se hacen innegables después de dos incidentes separados en los que aceite de cocinar contaminado envenenó a miles de residentes en Japón y Taiwán,[29] lo que condujo a una prohibición internacional del uso de PCBs en 1977. Recientes estudios demuestran la interferencia sobre el sistema endocrino de ciertos compuestos pertenecientes a los PCBs que son tóxicos para el hígado y el tiroides,[30] incrementa la obesidad infantil en niños expuestos antes de su nacimiento,[31] y pueden aumentar el riesgo de padecer diabetes.[32][33]

- Bisfenol-A

- PBDE (Polibromodifeniléteres),

- PBB (Polibromuros de bifenilo)

- Ftalatos (BBP, DBP, DEHP)

- Estireno

- Otros compuestos de uso agrícola: pesticidas,insecticidas, fungicidas. Entre ellos han sido citados por su posible acción disruptiva endocrina los siguientes compuestos: Clordano, Clordecone, Mirex, Trifenilestaño, Toxafeno. Lindano, HCB, Linurón, Acetoclor, Alaclor, Maneb, Thiram, Metam sódico, Zineb, Vinclozolina y Atrazina. Metoxicloro, piretroides sintéticos, Triazina, Kepona, Dieldrín y Dicofol. Endosulfán y HCB (hexaclorobenceno),

- Tributilestaño

- Dioxinas (PCDDs) y furanos

- Disolventes: 1,2,4-triclorobenceno, tetracloroetileno, octacloroestireno

- Alquilfenoles: p-nonilfenol o nonifenol, octilfenol

- Resorcinol.

- Componentes de las plantas como fitoestrógenos, micoestrógenos. Por ejemplo, la cerveza tiene ciertas hormonas similares a las femeninas que propician un aumento de las glándulas mamarias en hombres.

Algunos organismos mantienen listas actualizadas de interruptores o disruptores endocrinos, indicando sus efectos y la referencia científica en la que se sustentan para su inclusión.